# Brevis

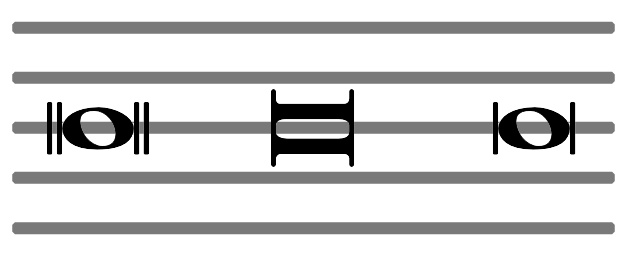
Vlevo jsou dvě notace brevis. Vpravo zápis jednozvuku (prima) při dvojzvuku trvání celé noty

Brevis (v pl. breves, latinsky = krátký, italsky breve) neboli nota dvoucelá je označení notace jedné notové hodnoty obvykle dvou celých not.

## Zápis
Způsob zápisu jako příčně ležící obdélníček vychází z mensurální notace. V tehdejší době mohla být brevis za určitých podmínek až trojnásobnou hodnotu nejbližší menší noty. Dnes se nota dvoucelá zpravidla zapisuje jako celá nota ohraničená z obou stran dvěma svislými čárkami.

## Souzvuk

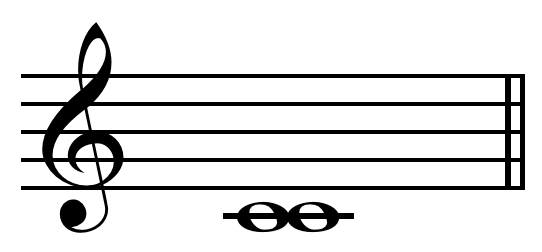
Zápis dvou not C v unisonu

Dvě těsně vedle sebe ležící celé noty pak naproti tomu označují pouze hodnotu celé noty, a to tehdy, pokud má být (na smyčcových nástrojích) jeden tón hraný současně jako dvojhmat přes dvě struny nebo pokud se dva různé hlasy, zapsané v jednom notovém řádku, sejdou v unisonovém souzvuku (prima).